# R. A. Rooney & Sons

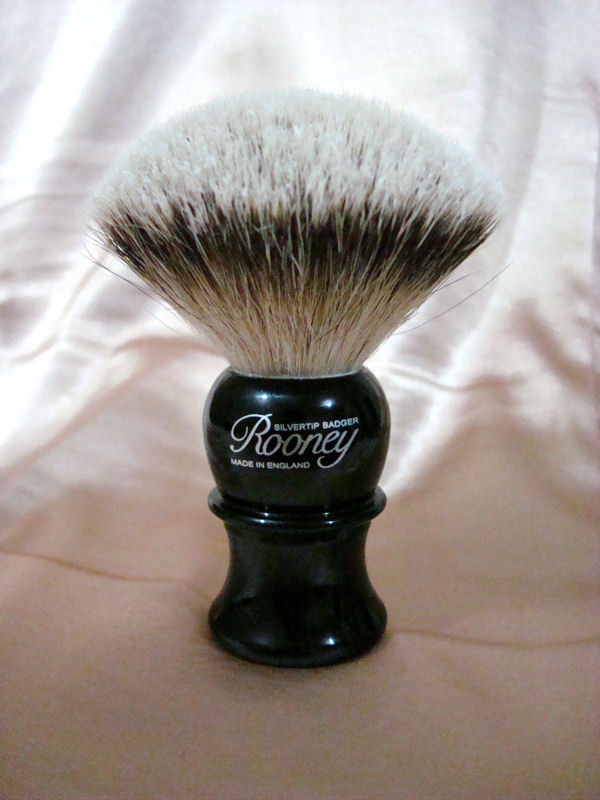
Brocha de afeitar de Rooney de grado Super Badger.

R.A. Rooney & Sons, o simplemente como Rooney, es un fabricante de brochas de afeitar con sede en Londres con más de 200 años en el mercado dentro de Inglaterra y en el extranjero. La fecha exacta de la fundación de la empresa es incierta ya que un gran incendio en 1886 destruyó casi todos sus registros. Sin embargo, hay creencias populares que afirman que se originó a finales de los años 1600.
Rooney utiliza pelo de tejón para sus brochas, aunque también fabrica brochas sintéticas de nailon.

## Historia
La empresa R.A. Rooney & Sons ha estado íntimamente relacionada con sus preservativos The City of London Brushworks Company en el mercado de los más finos productos de afeitar para los caballeros más exigentes dentro y fuera del Reino Unido.
En 1796, Rooney abrió una sucursal en Bishopsgate 27-28 en Londres. Esta sucursal pasaría a ser la fábrica principal y oficina central de la marca hasta su venta en 1927. En ese año la producción se mudó a Walthamstow, donde continúa hasta nuestros días.

## Grados de pelo de tejón
Las brochas de Rooney se fabrican con una amplia gama de grados de pelo de tejón, desde los más económicos hasta los más exclusivos, cubriendo las necesidades de todo el mercado y clases sociales.

### Finest
El grado Finest (literalmente el más fino) es un pelo grueso y firme en su base pero con puntas muy claras y suaves. Proviene de la espalda de una rara especie de tejón, de pelos muy largos, que habitan en las regiones más remotas de China. Este tipo de pelo es muy caro debido a su escasez y consecuentemente más caro como materia prima.
En la fabricación de estas brochas finas, se gasta casi la mitad del pelo durante el proceso lo cual es también un gasto alto. El pelo finest  es el más parecido al que usaba Rooney en sus brochas especiales cuando comenzó la compañía.

### Super Badger
El grado Super Badger (literalmente súper tejón) es pelo silvertip arreglado y re-clasificado en Inglaterra. Esto quiere decir que del bulto de pelo se retiran los pelos cortos y torcidos, dejándole a la brocha final una apariencia más clara, fina y una sensación más suave para la piel. Esto también le da a la brocha mayor facilidad para general espuma del jabón de afeitar así como una mejor retención de agua.

### Silvertip
El pelo Silvertip (literalmente punta de plata) se toma del cuello del tejón. Es el pelo más suave para las brochas de afeitar y el que retiene más agua. Es también de los más caros.

### Best Badger
El Best Badger (literalmente el mejor tejón) se toma del abdomen del animal. Es un tipo de pelo ni muy suave ni muy rígido, con excelentes capacidades para generar espuma tanto de jabones como de cremas. Es también más económico. Su color es un poco más oscuro que el silvertip.

### Pure Badger
El Pure Badger (literalmente tejón puro) es el tipo de pelo más oscuro y rígido que cubre la mayor parte del pelo del tejón. Es más rígido que todos los demás, aunque se suaviza con el tiempo. Sin embargo, las brochas de tejón puro son mucho más suaves que las más económicas que usan pelo de jabalí, el cual no es manejado por Rooney. Es también el más económico dentro de las brochas de pelo de tejón.

### Nailon
Rooney fabrica brochas sintéticas de nailon, las cuales son ideales para aquellas personas que tengan alguna alergia al pelo de animales. No son tan suaves como las de tejón pero retienen suficiente agua para hacer una buena espuma con el jabón o crema.

## Métodos de producción
Los métodos de fabricación de brochas de afeitar ha cambiado muy poco desde los inicios de la compañía. Sin embargo, se volvió más mecanizada a mitad del siglo, primero con la utilización de energía hidráulica en Irlanda y luego con máquinas de vapor en la fábrica de Londres.
Sin embargo, no importando cómo ha cambiado el mundo y los mercados, algo que se mantiene constante es su habilidad para producir brochas tanto a mano y mediante los métodos más modernos que son los más competentes por calidad.

## Rooney en la actualidad
Actualmente, Rooney cuenta con distribuidores dentro y fuera del Reino Unido y se le considera una marca de gran tradición. Sus brochas de afeitado se presentan en tres estilos de mango, tres colores y tamaños diferentes. La forma de las brochas de Rooney es, desde luego, la típica de abanico, comúnmente referida como brocha de estilo inglés, en contraposición a la forma en globo o redonda de las brochas alemanas, francesas y del resto de la Europa continental.
Todo el pelo de tejón usado en las brochas de Rooney proviene de China, cuya población de tejones no está incluida la lista de especies en peligro de extinción y donde la caza de tejones es legal; la carne de tejón es muy consumida en China. El pelo se desinfecta a vapor en temperaturas por encima de los 100 grados centígrados por un periodo de tiempo no menor a dos horas.